# Titularbistum Wiener Neustadt
Wiener Neustadt ist eine 1989 eingerichtete Titulardiözese der römisch-katholischen Kirche in Österreich.
Es geht zurück auf die untergegangene Diözese Wiener Neustadt mit Sitz im Dom von Wiener Neustadt, das einst der Erzdiözese Wien als Suffragandiözese unterstellt war und ab 1773 den Militärbischof für die kaiserliche Armee stellte. Daran anknüpfend ist das 1989 eingerichtete heutige Titularbistum Wiener Neustadt eng mit der österreichischen Militärdiözese verbunden, die ihren Sitz in der dortigen St.-Georgs-Kathedrale hat.
| Titularbischöfe von Wiener Neustadt |                   |                                           |                  |                  |
| Nr.                                 | Name              | Amt                                       | von              | bis              |
| 1                                   | Alfred Kostelecky | Militärbischof von Österreich (1986–1994) | 10. Februar 1990 | 22. Februar 1994 |
| 2                                   | Christian Werner  | Militärbischof von Österreich (1994–2015) | 11. Oktober 1997 |                  |